# Ceratinia theatina
Ceratinia theatina is een vlinder uit de familie Nymphalidae. De wetenschappelijke naam van de soort is voor het eerst geldig gepubliceerd door Otto Staudinger.